# Marino Amadori
Marino Amadori (Predappio, 9 aprile 1957) è un ex ciclista su strada e dirigente sportivo italiano, vincitore di un Giro del Piemonte.

## Carriera
Passato professionista nel 1978, in carriera coglie la vittoria in una tappa della Tirreno-Adriatico e in alcune classiche italiane come il Giro del Piemonte. la Coppa Placci, il Trofeo Matteotti e la Coppa Agostoni. Sceso di bicicletta salì sull'ammiraglia, prima nella categoria femminile, nella quale portò al successo Fabiana Luperini in quattro Giri e tre Grande Boucle, poi dal 2002 approdò in quella maschile, divenendo tra l'altro ultimo direttore sportivo di Marco Pantani.

## Palmarès
- 1977 (dilettanti)

Gran Premio Industria & Artigianato Sant'Ermete di Rimini
- 1981 (Magniflex, due vittorie)

Giro del Piemonte
1ª tappa Tirreno-Adriatico (Roma > Chianciano Terme)
- 1983 (Gis, due vittorie)

Trofeo Matteotti
Coppa Placci
- 1985 (Alpilatte, una vittoria)

Coppa Sabatini
- 1986 (Ecoflam, una vittoria)

Coppa Agostoni
- 1987 (Ecoflam, una vittoria)

Gran Premio Industria e Artigianato

## Piazzamenti

### Grandi Giri
- Giro d'Italia

1978: 38º
1979: 11º
1980: 25º
1981: non partito (19ª tappa)
1982: 74º
1983: 68º
1984: 41º
1985: 16º
1986: 53º
1987: 40º
1988: 26º
1989: 55º
1990: 28º
- Vuelta a España

1984: ritirato (18ª tappa-1ª semitappa)

### Classiche monumento
- Milano-Sanremo

1979: 69º
1980: 81º
1982: 73º
1983: 88º
1986: 96º
1987: 109º
1988: 88º
1989: 65º
1990: 100º
- Liegi-Bastogne-Liegi

1990: 41º

### Competizioni mondiali
- Campionati del mondo su strada

Valkenburg 1979 - In linea: 20º

## Riconoscimenti
- Giro d'onore della Federazione Ciclistica Italiana nel 2012[1]
- 1° Coppa Placci alla carriera (2023),[2] assegnata dalla Ciclistica Santerno Fabbi Imola[3]